# THE TUNNEL
『THE TUNNEL/トンネル-国境に落ちた血』（The Tunnel、フランス語: Tunnel）は2011年のデンマーク−スウェーデン合作の犯罪ドラマ『THE BRIDGE/ブリッジ』をリメイクしたイギリス−フランス合作の犯罪ドラマ。シリーズはイギリスではスカイ・アトランティックで2013年10月16日から、フランスではCanal+で2013年11月11日から放送された。シリーズの主役はイギリスおよびフランス警察の刑事役のスティーヴン・ディレインとクレマンス・ポエジー。プロットはフランス人政治家の上半身とイギリス人娼婦の下半身を英仏海峡トンネルの英仏間の中間地点に残した連続殺人犯を捜査する二人の刑事の共同作業をなぞる。殺人犯は「真実のテロリスト」とあだ名をつけられ、複数の社会問題に焦点をあてた道徳十字軍として双方の国でテロ行為を行う。シリーズが進行するにつれて、殺人犯の真の意図が明らかにされる。
『THE BRIDGE/ブリッジ』の英仏合作がスカイとCanal+との共同プロジェクによるリメイクは2013年1月に発表された。『THE TUNNEL』の主任脚本家のベン・リチャーズはオリジナルシリーズのクリエイター、ハンス・ローゼンフェルトと共同で作業した。作品の設定から、作中の会話は二か国語であり、イギリス・フランスの初の共同製作のテレビシリーズとなった。撮影は2013年2月から8月の間に1,500万ポンドの予算で、イングランドのケントとフランスのノール・パ・ド・カレーでロケーション撮影された。作品は英仏双方のスタッフによって製作された。スカイ・アトランティックとCanal+での初放送はそれぞれのチャンネルで高い視聴率を得て、初期の視聴者数はイギリスで約90万人、フランスで130万人を記録した。評論家の反応は概ね好評で、ディレインとポエジーの演技は賞賛され、プロットの力強さもまた賞賛された。一部のレビュアーは『THE BRIDGE』との対比を好意的に評価したが、他の評論家は『THE TUNNEL』が『THE BRIDGE』から変わっていないと批判している。番組のプロデューサーは第一話がオリジナルのコピーであることを認めている。
2015年2月16日、Canal+とスカイ・アトランティックは第2シリーズの製作が同年3月に始まり、全8話の『THE TUNNEL／トンネル-サボタージュ』として2016年前半に放送されることを発表した。第2シリーズは旅客機のイギリス海峡への墜落に焦点を合わせており、ディレインとポエジーが再び出演しており、2016年3月7日にCanal+で初放送された。スカイ・アトランティックでの初回放送は当初2016年4月5日に予定されていたが、2016年3月22日のブリュッセル同時多発テロを考慮して、1週間後に延期された。イギリスでは2016年4月12日に初放送され、スカイのオンデマンド・サービスでも公開された。
最終となる第3おシリーズの製作は全6話の『THE TUNNEL／トンネル-復讐の執行人』として2017年1月20日に発表された。撮影は2017年3月から開始され、スカイ・アトランティックでは2017年12月14日に初放送され、同日に全エピソードが公開された。イギリスでの公開日にはCanal+はフランスでの公開日をアナウンスしなかった第3シリーズはCnal+で2018年6月4日に公開された。
アメリカ合衆国では第1シリーズが2016年6月から8月にかけて複数のPBSでオンエアされた。第2シリーズは2017年6月から8月にかけて放送された。第3シリーズの放送は2018年7月から8月にかけて行われた。

## キャラクターとキャスト

### 主要キャラクター
カール・ローバック刑事主任警部
演 - スティーヴン・ディレイン
エリース・ワッサーマン警部／警視
演 - クレマンス・ポエジー
ローラ・ローバック（第1-2シリーズ：レギュラー、第3シリーズ：ゲスト）
演 - エンジェル・コールビー
オリヴィエ・プジョル警視
演 - ティボールト・ド・モンタランベール
フィリップ・ヴィオ
演 - セドリック・ヴィエイラ
ゲール（第1-2シリーズ）
演 - ティボー・エブラール
ジュリー巡査
演 - ファニー・ローレント
ボレスロウ・"BB"・ボロウスキ刑事巡査（第2-3シリーズ）
演 - ウィリアム・アッシュ
ルイーズ・レナール警部補（第2-3シリーズ）
演 - ジュリエット・ナヴィス
エリカ・クライン（第2シリーズ）
演 -  ローラ・デ・ボーア
マドレーヌ・フルニエ（第2シリーズ）
演 - マリー・ドンプニエ
ヴァネッサ・ハミルトン（第2シリーズ）
演 - エミリア・フォックス
ロベール・フルニエ（第2シリーズ）
演 - ヨハン・ヘルデンベルグ
ローサ・ペルソー（第2シリーズ）
演 - ハナ・ジョン＝カーメン
マイク・ボーデン警視長（第2シリーズ）
演 - スタンリー・タウンゼント
ヘレナ・カーヴァー（第3シリーズ）
演 - クリスティン・ボトムリー
リリアン・ライト
演 - アイリーン・デイヴィス
ウェズリー・ポリンジャー（第3シリーズ）
演 - ウィリアム・ガミナラ
アスター・チャプト警視監（第3シリーズ）
演 - ヴァランタン・メルレ
ウィニー・マイルズ警視長（第3シリーズ）
演 - フェリシティ・モンタギュー
ラナ・コサノヴィク（第3シリーズ）
演 - アンゲリキ・パポリア
キキ・ストークス（第3シリーズ）
演 - シャロン・ルーニー
アントン・ストークス（第3シリーズ）
演 - ブライアン・ヴァーネル

#### スティーヴン・ディレインとクレマンス・ポエジー
スティーヴン・ディレインはしばし自己流を貫くイギリスの初老の刑事であるノースバーン警察（実在のケント警察に相当する架空の警察署）のカール・ローバック刑事主任警部を演じた。ローバックの役柄は『THE BRIDGE』のデンマーク人刑事マルティン・ローデ（演：キム・ボドゥニア）に相当する。カールとマルティンはいくつかの特徴を共有しているが、いくつかの面では異なっている。例えばカールは「より教育を受けていて、より問題児である」。ディレインはシリーズの「小説的な語り口」だけでなく、ストーリーの中で提起される政治的な疑問にも惹かれていた。
クレマンス・ポエジーはフランス側のローバック刑事のカウンターパートの司法警察中央局のエリース・ワッサーマン警部（のちに警視）を演じた。ワッサーマンの役柄は『THE BRIDGE』のスウェーデン人刑事サーガ・ノレン（演：ソフィア・ヘリン）に相当する。エリースもいくつかの特徴をサーガと共有しており、その中にはポルシェを運転し（サーガは1977年型911 Sだが、エリースの場合はポルシェ・944）、バーで行きずりの関係のために男を引っ掛け、アスペルガー症候群のために一貫した行動を示すことが含まれている。エリースの生来の生真面目さはポエジーにとって「かなり煩い」と感じる特徴だったが、ポエジーはエリースの正直さを高く評価するようになった。ディレインとポエジーは二人ともオリジナルのスカンジナビアのシリーズを見ないことにしたが、ポエジーはその方がキャラクター解釈の自由度が増すと述べている。ポエジーはフランスでの放送に向けて、自分の英語の台詞を吹き替えた。

### シリーズゲスト
| チャックス・アキナード刑事巡査 演 - トビ・バカーレ シャーロット・ジョベール 演 - ジャンヌ・バリバール ダニー・ヒラー 演 - トム・ベイトマン セシル・カブリヤク 演 - シグリッド・ボージズ アラン・ジョベール 演 - マチュー・カリエール ヴェロニカ 演 - カタリーナ・ドゥニ ジャノ 演 - ナイジェル・リンゼイ アダム・ローバック 演 - ジャック・ロウデン スティーヴン・ボーモント 演 - ジョゼフ・マウル スーズ・ボーモント 演 - キーリー・ホーズ ジョン・サムナー 演 - ジェームズ・フレイン アンドレア・ケリガン刑事警視 演 - アナスタシア・ヒル マチュー 演 - ジョン＝トゥーサン・ベルナール | ティボー・ブリアン 演 - ニコラ・ヴァンズィッキ ステファン・シズルコ 演 - ミッシュ・ボイコ ヴラドッカ・ホーヴァース 演 - エディタ・ブドニク ソニー・ペルソー 演 - クラーク・ピータース アルテム・バトゥールィン 演 - * ポール・シュナイダー ニール・グレイ 演 - コン・オニール 化学者 演 - ヤン・ベイヴート |

#### 第3シリーズ：復讐の執行人
セレステ
演 - アンジェラ・ウィンター
マヤ・ローバック
演 - インディア・リア・アマルテイフィオ
ジャック・モロー
演 - ヴィム・ヴィラール
ローレンス・テイラー
演 - トニー・ジャヤワルダナ
リチャード・カーヴァー
演 - * ニコラス・バーンズ
ジミー・ジョーンズ
演 - フィル・ジマーマン

#### ゲスト
シリーズには何人ものゲストスターが出演している。ジョゼフ・マウルはソーシャルワーカーのスティーヴン・ボーモントを演じ、トム・ベイトマンはジャーナリストのダニー・ヒラーとして、そしてトビ・バカーレはチャックス・アキナードを演じた。ティボールト・ド・モンタランベールはエリースの上司でカレー警察のトップのオリヴィエ・プジョルを演じた。シグリッド・ボージズがセシル・カブリヤクを演じ、セドリック・ヴィエイラがフィリップ・ヴィオを演じたが、二人のキャラクターはエリースとともに働く警察官役である。マチュー・カリエールとジャンヌ・バリバールはそれぞれ銀行家のアラン・ジョベールと、彼の妻のシャーロットを演じた。『魔術師 MERLIN』出演の女優、エンジェル・コールビーがカールの妻のローラ・ローバックを演じ、ジャック・ロウデンがカールの息子のアダムを演じた。キーリー・ホーズは薬物依存のケアワーカー、スーズ・ボーモント役でゲスト出演し、リズ・スミスはボーモンとのケアを受ける年配の女性、ハリエットを演じた。
ジェームズ・フレインは第1シリーズでの敵役と第2シリーズでの影の敵役をとなる、カールの以前の同僚で、自殺を偽装し真実のテロリストとなったキーラン・アシュトン（”ジョン・サムナー”）を演じた。このキャラクターは自身のアイデンティティと家族を無くしたことや、妻が生前カールと関係を持っていたことによって動機付けられている。フレインはキーランが自分が演じた中で最も不穏なキャラクターだと信じている。このキャラクターを演じるにあたり、彼の行動は正当ではないが、理解できるものにすべく演じた。

## 開発と製作
英仏によるデンマーク/スウェーデンのドラマ『THE BRIDGE/ブリッジ』のリメイクは2013年1月にスカイによって初めて発表された。10話からなるシリーズはイギリスの放送局スカイと、フランスの放送局Canal+によって共同製作された。スカイ・アトランティックのディレクター、エレイン・パイクは同チャンネルがドラマシリーズ Hit & Miss およびFalcón をリリースしたことを受けて、同チャンネルを英国ドラマの本拠地として確立することを意図してこのシリーズを発注した。シリーズの設定上、台詞は英語とフランス語で会話が行われる二か国語となった。番組のプロデューサーによると、このためイギリスとフランスのテレビでの第1シリーズは二か国語放送となった。
イギリスとフランスとで「対等な共同製作」であるために、スタッフは両国からの混合であり、どちらも「最終的なコントロール」はしていない。シリーズでの共同作業のために『MI-5 英国機密諜報部』の脚本家ベン・リチャーズを脚本のチーフとして、イギリスとフランスの脚本家と演出家が雇用された。両方の言語に翻訳された複数のバージョンの脚本が使用された。イギリスから3人、フランスから2人の5人の演出家が雇われた。ヘッティー・マクドナルド、フィリップ・マーティン、ウダヤン・プラサード、トーマス・ヴィンセントとともに、ドミニク・モールが主任演出家と見なされている。シリーズのエグゼクティブ・プロデューサーはスカイのアン・メンサー、Canal+のファブリス・デ・ラ・パトリエール、Kudosのジェイン・フェザーストーン、カレン・ウィルソン、マンダ・レヴィン、ベン・リチャーズ、Shine FranceのNora Melhli、Filmranceのラース・ブロングレンが担当した。ルース・ケンリー＝レッツがシリーズ・プロデューサーを担当した。製作会社Kudosの最高経営責任者ジェイン・フェザーストーンは英仏合作について「両国にアピールするためには、非常に協力的な作業が必要だった。正直なところ、我々がそれを正しく理解しているかどうかはまだわからない。フランス人はものごとをゆっくり進めるのが好きだが、我々は早く進めるのが好きだ」と述べている。
シリーズのストーリー展開にあたり、フェザーストーンは「チームは[オリジナル]から素晴らしいものを取り、それを忘れて、自分たちのショーを作った」と述べている。リチャーズはシリーズの制作中に、ブリッジを作成したスウェーデンの作家、ハンスローゼンフェルトと一緒に働いていていた最初のエピソードの多くの側面は、スカンジナビアシリーズの最初のエピソードの実質的なであり、これには女性が「オフィスで下着に無意識に脱ぎ捨てる」のをリードし、男性が10代の息子との関係をリードし、および「怠惰なジャーナリスト]が爆弾がカチカチと音を立てる自分の車に拘束される」ことなどが含まれていると語った。しかし、リチャーズは、シリーズが進行し、ドラマが展開されるにつれて、ストーリーラインはオリジナルから分岐するだろうと述べている。フェザーストーンはまた、多くの変化が見られると述べ、多くの人が「[橋とトンネル]の両方を見たが、彼らは満足感を得られると感じていると指摘した。

### 撮影とロケーション

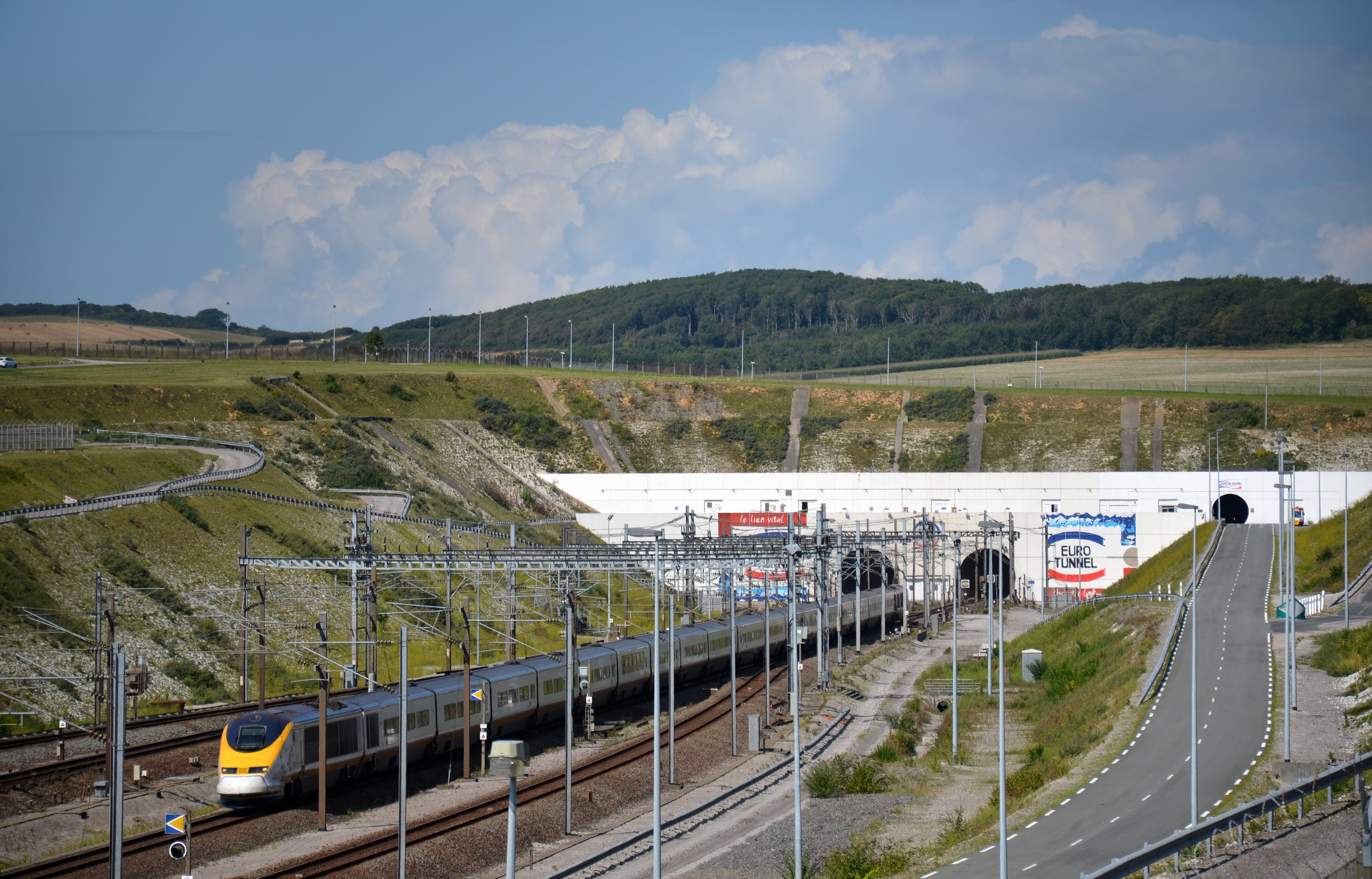
いくつかのシーハン英仏海峡トンネルで撮影された（フランス・コケルのトンネル入り口）

シリーズの予算は1500万ポンドと推定されている。撮影は2013年2月に始まり、ロケ撮影のほとんどがケントとフランス北部で行われ、2013年8月に完了した。
ケントでの撮影はサンドウィッチのディカヴァリー公園を拠点とし、ケント・フィルム・オフィスの支援を受けた。元ファイザーの施設がカレー警察署や、エリースのアパートなどのいくつかのセットとして使用された。。シリーズはカンタベリー、ドーバー、フォークストン＆ハイス、スウェイルおよびサネットの五つの地区で行われた。フォークストン・ハーバー、ターナー・コンテンポラリー画廊、ウェストウッド・クロス・ショッピングセンター、およびドーバー、フォークストンおよびマーゲイトの街といった有名な場所が取り上げられている。また、ケント・フィルム・オフィスの法的権限を利用して、撮影が中断されないように特定の道路を閉鎖した。予算のうち推定250万ポンドは、他のサービス、宿泊施設、場所、駐車場、ケータリングなどに費やされ、ケント州の経済を後押しした。フランスでの撮影はノール・パ・ド・カレー・フィルムコミッションの支援を受け、国際税金還付の恩恵を受けた。撮影はブローニュ＝シュル＝メール、カレー、ダンケルク、ヴィッサンなどで31日間かけて行われた。
『THE TUNNEL』のいくつかのシーンは英仏海峡トンネルそれ自体でも撮影され、テレビドラマでは初の試みとなった。撮影許可を得るために製作陣はトンネル運営会社のユーロトンネル社と「数カ月に及ぶ紳士的な交渉」を行い、ユーロトンネル社は許可を与えた。モールによると「彼らが望んでいない唯一のことは、列車の乗客が危険または発砲を見ること」だった。モールは彼らが実際のトンネル中間地点では撮影しなかった点にも言及しており、「何キロか手前でも、見た目は変わらない」と述べている。
第2シリーズの撮影は再びケントとフランスで行われた。ケントでの撮影は2015年4月から7月にかけて85日間おこなれ、イギリスでのプリ・プロダクションとポスト・プロダクションに50日以上をかけ、150万ポンドを費やした。ケントでのロケ地にはユーロトンネル、フォークストン・ハーバー、ディスカヴァリー・パーク、ディール（埠頭を含む）、フォークストン、ドーバー（港とドーバー城を含む）、ウェストウッド工業団地マーゲイト、ラムズゲート、バーン・イン・アップストリート、聖マーティン病院およびノウルトン・コートが含まれている。
第3シリーズはレカルバー、ボタニー・ベイ、ラムズゲート・ロイヤル・ハーバーおよびドーバー港を含む東ケントでロケ撮影された。

## 公開

### 放送
『THE TUNNEL／トンネル-国境に落ちた血』のワールドプレミアは2013年10月7日にカンヌで開かれ国際テレビジョン見本市MIPCOMで行われた。
イギリスでは、2013年10月16日午後9時からスカイ・アトランティックから初放送され、その後12月18日まで毎週放送された。初回放送は平均して36万2000人の夜間視聴者を得て、チャンネルにとって心強い評価を得た。統合された評価を考慮すると、第1話の視聴者ははスカイ・アトランティックで最大80万3000人に達し、さらに関連チャンネルのスカイ・アトランティック+1でさらに9万人が視聴した。しかしながら、第2話では夜間視聴者の3分の1が脱落し、23万6000人となった。最終話は26万7000人の夜間視聴者に視聴された。
フランスでは、シリーズは2013年11月11日午後8時55分からCanal+で放送開始され、10話のうちの2話が連続して放送され、2013年12月9日に放送完了した。初回放送は130万人の視聴者をひきつけ、チャンネルにとって最高の評価を受けたオリジナルシリーズの出だしとなった。第1シリーズ各話の視聴者数は平均すると104万人となった。
『THE TUNNEL／トンネル-サボタージュ』と題された第2シリーズはCanal+で2016年3月7日に初回が放送され、2016年3月28日に放送が完了した。
スカイ・アトランティックでの第2シリーズの初回放送は2016年4月5日に予定されていたが2016年3月22日に起きたブリュッセル同時多発テロの影響で1週間延期された。イギリスでは第2シリーズは2016年4月12日に初回が放送され、、スカイのオンデマンドサービスでも視聴可能だった。第2シリーズは2016年5月31日に終了した。
第3シリーズ『THE TUNNEL／復讐の執行者』は2017年12月14日にスカイ・アトランティックで初放送され、全てのエピソードが同日中に公開された。Canal+ではこのシリーズは2018年6月4日に初放送され、最終話の放送は2018年6月18日だった。
アメリカ合衆国では、『THE TUNNEL』は複数のPBSから放送された。第1シリーズは2016年の6月19日から8月21日にかけて、第2シリーズは2017年の6月15日から8月3日にかけて、第3シリーズは2018年の7月1日から8月5日にかけて放送された。
アメリカ合衆国では『THE TUNNEL』はエンデモル・シャイン・インターナショナルから配給された。

### 家庭用メディア
フランスではクレマンス・ポエジーとドミニク・モールへのインタビューを含むメイキングビデオが追加された第1シリーズの4枚組DVDのボックス・セット（リージョン2）がスタジオカナルから2013年12月20日に発売された。イギリスでは2014年1月13日にエイコーン・メディア・UKから第1シリーズのDVDとBlu-ray Discが発売され、これには本編に加えてメイキング、出演者とスタッフへのインタビュー、画像ギャラリーからなる特典映像を収めた3枚のディスクが含まれていた。
第2シリーズのボックスセットはフランスではスタジオカナルから2016年3月29日に発売された。
2014年2月1日以降、『THE TUNNEL／トンネル-国境に落ちた血』の第1話は、他のスカイ・テレヴィジョンのシリーズと共に、より多くの視聴者を引き付けるために、YouTubeで無料公開された。

## エピソード
| シリーズ | 話数 | 放送開始       | 放送終了       | ネットワーク             |
| -------- | ---- | -------------- | -------------- | ------------------------ |
| 1        | 10   | 2013年10月16日 | 2013年12月18日 | スカイ・アトランティック |
| 2        | 8    | 2016年3月7日   | 2016年3月28日  | Canal+                   |
| 3        | 6    | 2017年12月14日 | 2076年12月14日 | スカイ・アトランティック |

## 評価
『THE TUNNEL』はテレビ評論家からおおむね好意的な評価を受けた。英Digital Spyのアレックス・フレッチャーーはリメイクは「しばしばつまらない」が、『THE TUNNEL』は「がっちり捕まえる」と述べ、視聴者はこのシリーズを「大いに楽しむだろう」と確信していた。ディレインとポエジーの演技もまた素晴らしかった。インデペンデント紙のジェラルド・ギルバートはこのシリーズの評価において肯定的であり、「『THE BRIDGE/ブリッジ』の熱心なファンとして、『THE TUNNEL』がいいできで、知的に作られ、良いキャストで、野心的な映画のようだとレポートできて幸いです」と述べ、さらに「ほぼ完ぺきなスカンジナビアのドラマを英仏のイメージでリメイクするというハイリスクな戦略が成功した」と付け加えた。インデペンデント紙のエレン・E・ジョーンズはディレインとポエジーの演技はスカンジナビア版のオリジナルの主演二人に「とても近い」と語った。ジョーンズは「すでにオリジナル版を見ていても、『The Tunnel』をわざわざ見るべきなのでしょうか？初期の兆候は良好です。製作者は明らかにオリジナルの効果的な部分を維持するのに十分なセンスを持っているし、自分たちの作品を区別するのに十分な発明もしている」と述べている。
第1シリーズの初めの頃に投稿されたレビューで、デイリー・テレグラフのジェラルド・オドノヴァンは「少なくともこれまでのところ」シリーズについて複雑な感情を表明し、「これが他の主流の犯罪スリラーとそんなに違うことをやっているという感じはしない。オリジナルの脚本に近づきすぎると英国とフランスをつないだり分けたりする態度や歴史を深く掘り下げる絶好の機会が失われる」と述べている。しかしながら、彼は「もしもアクションがその方向に発展しなければ、説得されてうれしい」とも書いている。
ザ・ステージ紙のハリー・ヴェニングはプロットとしてはイギリスとフランスの警察組織の共同作業と様式は「不気味な雰囲気と見事なまでの陰惨さで非常に効率的に行われた」と考えているが、このシリーズでもっとも良かった点は「お気楽で品のよいイギリス刑事のスティーヴィン・ディレインと、彼の顔を青ざめさせる、冷ややかで - しかもセクシーな - フランス人刑事の相互作用にある」と述べている。メトロ紙のレビュワー、キース・ワトソンはこのシリーズに星5つのうちの4つを与え、「このアイデアは素晴らしい。しかし、（スカイ・アトランティックの）『THE TUNNEL』の驚くべき点は、これが翻案ではなく、ちゅうじつなリメイクであるということだ」と述べている。
ガーディアン紙は自社のWebサイトにいくつもリビューを掲載した。ジュリア・レイサイドはこのシリーズを「スウェーデン・デンマークの犯罪ドラマのヒット作の完璧な配役によるリメイク」とみなしており、「この作品はディレインを私たちの最良の俳優と確認させた。なんという抑制。ポエジーは美しく、冷え冷えとしており、ジョゼフ・マウル（もう一人のクラッカー）が亡命希望者に関するサブプロットをリードしている。実に興味深い」と述べている。最終話についてはレイサイドはディレインの演技を「もしもこれが地上波で放送されていたら、彼は全ての賞を根こそぎしただろう」とも書いている。レイサイドはカールとエリースのパートナーシップについては「私は二人の組み合わせには確信が持てなかったが、二人の居心地の悪い相互作用にすぐに納得した」と述べている。『THE BRIDGE』を楽しめなかったアンドリュー・アンソニーは『THE TUNNEL』を「魅力的な提案」と呼び、「ストーリーのゆっくりとした展開には魅力的な図々しさがある。総合的に見て、これはよさそうだ」と付け加えた。このシリーズにより批判的なサム・ウォラストンは、トーンが「雰囲気、興味をそそる、心を掴む」と述べ、主役たちの力強い演技があったが、『THE TUNNEL』は「（最近の）オリジナルと同じだった」と述べた。ウォルソトンは唯一の「明らかな」違いは、オリジナルシリーズには「橋があったが、これはトンネルだ。しかしながら、英仏海峡トンネルがどれだけ素晴らしい技術的偉業であっても、オレスンド橋のような素晴らしいロケーションにはなり得ない」と述べている。

### 賞とノミネート

#### 放送出版ギルド賞（英語版）
| 年   | カテゴリー               | ノミニー | 結果 | 参照          |
| ---- | ------------------------ | --- | ---- | ------------- |
| 2014 | 最優秀複数チャンネル番組 | 『THE TUNNEL／トンネル-国境に落ちた血』、スカイ・アトランティックHDとCANAL+のFilmanceとの協業で、KudosとShine France Filmsによる共同製作 | 受賞 | [ 84 ] [ 85 ] |

#### グローブ・ドゥ・クリスタル賞（英語版）
| 年   | カテゴリー                          | ノミニー                                                                                               | 結果 | 参照          |
| ---- | ----------------------------------- | --- | ---- | ------------- |
| 2014 | 最優秀テレビ映画 / テレビ・シリーズ | 『THE TUNNEL／トンネル-国境に落ちた血』、ドミニク・モールおよびベン・リチャーズ、第1シリーズ（Canal+） | 受賞 | [ 86 ] [ 87 ] |

#### 英国カメラ技術者ギルド
| 年   | カテゴリー                                | ノミニー                                                                | 結果 | 参照          |
| ---- | ----------------------------------------- | ----------------------------------------------------------------------- | ---- | ------------- |
| 2016 | BSC/ACO/GBCT テレビドラマ・オペレーター賞 | ジョー・ラッセル、『THE TUNNEL／トンネル-サボタージュ』：第2、3、5、6話 | 受賞 | [ 88 ] [ 89 ] |

#### 国際エミー賞
| 年   | カテゴリー             | ノミニー                                                          | 結果       | 参照          |
| ---- | ---------------------- | ----------------------------------------------------------------- | ---------- | ------------- |
| 2014 | 最優秀ドラマ・シリーズ | 『THE TUNNEL／トンネル-国境に落ちた血』                           | ノミネート | [ 90 ]        |
| 2014 | 最優秀男優賞           | スティーヴン・ディレイン、『THE TUNNEL／トンネル-国境に落ちた血』 | 受賞       | [ 91 ] [ 92 ] |

#### 王立テレビジョン協会（英語版）
| 年   | カテゴリー                  | ノミニー                                                                                      | 結果       | 参照          |
| ---- | --------------------------- | --------------------------------------------------------------------------------------------- | ---------- | ------------- |
| 2014 | 俳優 – 男性                 | スティーヴン・ディレイン、『THE TUNNEL／トンネル-国境に落ちた血』                             | ノミネート | [ 93 ] [ 94 ] |
| 2014 | 音楽 – オリジナル楽曲       | エイドリアン・ジョンストン、『THE TUNNEL／トンネル-国境に落ちた血』                           | 受賞       | [ 95 ]        |
| 2014 | 音楽 – オリジナル・テーマ曲 | エイドリアン・ジョンストン、『THE TUNNEL／トンネル-国境に落ちた血』                           | 受賞       | [ 95 ]        |
| 2016 | 編集 – ドラマ               | Katie Wieland、『THE TUNNEL／トンネル-サボタージュ』                                          | ノミネート | [ 96 ]        |
| 2016 | 音響 – ドラマ               | Simon Bysshe、Nigel Squibbs、Jamie Caple、Jeremy Price、『THE TUNNEL／トンネル-サボタージュ』 | 受賞       | [ 96 ]        |